# Turniej o Puchar Rybnickiego Okręgu Węglowego 1974
Puchar Rybnickiego Okręgu Węglowego 1974 – zawody żużlowe, mające na celu wyłonienie zwycięzcy turnieju o Puchar ROW. Zawody w 1974 roku wygrał Andrzej Tkocz.

## Finał
- Rybnik, 13 października 1974
- Sędzia:

| Msc. | Zawodnik            | Klub         | Pkt |             |  |
| ---- | ------------------- | ------------ | --- | ----------- |  |
| 1    | Andrzej Tkocz       | Rybnik       | 15  | (3,3,3,3,3) |  |
| 2    | Jerzy Szczakiel     | Opole        | 13  | (3,2,3,3,2) |  |
| 3    | Jerzy Kowalczyk     | Częstochowa  | 12  | (3,3,2,1,3) |  |
| 4    | Jerzy Rembas        | Gorzów Wlkp. | 11  | (1,2,2,3,3) |  |
| 5    | Henryk Barylski     | Częstochowa  | 9   | (3,3,0,1,2) |  |
| 6    | Ryszard Fabiszewski | Gorzów Wlkp. | 9   | (2,0,2,2,3) |  |
| 7    | Piotr Pyszny        | Rybnik       | 8   | (u,1,3,3,1) |  |
| 8    | Jerzy Wilim         | Rybnik       | 7   | (1,1,1,2,2) |  |
| 9    | Czesław Piwosz      | Leszno       | 7   | (1,2,1,1,2) |  |
| 10   | Franciszek Szostak  | Rybnik       | 5   | (0,0,3,2,0) |  |
| 11   | Kazimierz Adamczak  | Leszno       | 5   | (2,1,0,2,0) |  |
| 12   | Czesław Goszczyński | Częstochowa  | 5   | (2,0,2,0,1) |  |
| 13   | Antoni Fojcik       | Rybnik       | 3   | (0,3)       |  |
| 14   | Joachim Hyla        | Opole        | 3   | (0,2,0,0,1) |  |
| 15   | Zygfryd Friedek     | Opole        | 2   | (2,0,0,0,0) |  |
| 16   | Andrzej Wyglenda    | Rybnik       | 1   | (0,1)       |  |
|      | rez. Jan Nowak      | Rybnik       |     | (1,0,1)     |  |
|      | rez. Janusz Stępień | Rybnik       |     | (1,1,0)     |  |